# ホーランド・アメリカライン
ホーランド・アメリカ・ライン (Holland America Line) は、アメリカシアトルに本拠を置くクルーズ会社。通称はHAL。カーニバル・コーポレーションの子会社である。創業は1873年、オランダ・ロッテルダムにて設立された。現在は中規模のプレミアムクラスのクルーズを提供しており、現在の旗艦船は2021年に就航したロッテルダム（7代）である。
特にアラスカ航路に強みを持つ同社は、傘下にアラスカ全土でホテル業を営んでいるウエストマーク・ホテルズを支配下に置く。アラスカ鉄道に自社の展望車であるマッキンリーエクスプローラーを連結、観光地ではHALのロゴがついたバスを始終走らせる。クルーズ会社としてアラスカ観光分野での存在は古く、グレーシャーベイ国立公園でのシーニッククルーズを行う回数は他社と比較して最多である。

## 歴史
1871年2月8日、ロッテルダムで設立されたプラッテ・ロイヒリン合資会社（オランダ語: C.V. Plate Reuchlin & Co）が、母体である。1873年4月18日にアメリカとヨーロッパを結ぶ海運会社、ネーデルランス・アメリカーンス・ストームファールト・マーツファッペイ（NASM：Nederlandsch Amerikaansche Stoomvaart Maatschappij、ネザーランド・アメリカ・スチームカンパニー）が設立され、これが公式の設立日となっている。ホーランド・アメリカ・ライン（Holland-Amerika Lijn）の名称は設立当時より使用されていたが、これが社名となったのは1896年のことであった。
数々の船を用いてオランダとオランダ領東インドへとの通運、あるいは大陸間の通運で数多くの人と荷物を運んだが、人の移動が客船から飛行機に移り変わったため海運会社からクルーズ会社へと転身。
- 1971年：アラスカ観光会社「Westours」の株式の70%を取得し買収、ランドツアー事業に進出。[3]
- 1988年：「Windstar Cruises」および「Home Lines」を買収し、船隊と航路を拡大。[4]（Windstar Cruisesはその後2007年にHALからAmbassadors Internationalに売却される）
- 1989年：カーニバル・コーポレーションにより買収され、同社の傘下に入る。

### シーボーンとの関係
- 1991年：カーニバル・コーポレーションがSeabourn Cruise Lineの株式の50%を取得。
- 1999年：カーニバルがSeabournの残りの株式を取得し、完全子会社化。

その後、ホーランド・アメリカ・ラインとシーボーンは、カーニバル・コーポレーション傘下の姉妹ブランドとして運営されるに至る。

### Covid-19の影響
2020年3月、ホーランド・アメリカラインが所有する「ザーンダム」船内で新型コロナウイルスの感染が認められた。「ザーンダム」は、チリ沖合からフロリダ州を目指したが、パナマ当局からパナマ運河の通航を却下されて進退窮まった。行き場の失ったクルーズ船の存在は話題となったが、同月中にパナマ政府が人道的判断から通行を許可、フロリダ州に向かうことができた。
2020年内に同社保有の船体のうち4隻が売却されることが報じられ、これにより同社からは総重量5万トン以下の船舶が消滅することとなった。

## 航路と就航地域
- アラスカ、カリブ海、地中海、南米、アジア、オーストラリアなど、世界中に航路を展開。アラスカ州デナリ国立公園には同社が保有するデナリロッジがあり、カリブ海には同社のプライベートアイランドであるハーフムーン・ケイを所有する。
- 毎年、春と秋に日本に寄港し、日本を周遊するクルーズを行う。
- 年間を通じて世界一周クルーズ「Legendary Voyages」も実施している。世界一周で日本にも寄港する。

## ロゴについて
- 船の煙突には、特徴的な「HAL」ロゴが描かれる。
- 現在のホーランド・アメリカ・ラインのロゴは、帆船と現代的なクルーズ船が重なったシルエットを描いた前ロゴから帆船を削除し、ブランドの革新を象徴している。

## ブランドの特徴
ホーランド・アメリカ・ラインは、落ち着いた雰囲気と高品質なサービスで知られており、以下のような特徴がある：
- クラシック音楽や料理教室、レクチャーなどの文化的プログラム
- ライブ演奏、ワールドステージなどの音楽性豊かな複数のエンターテイメント
- 著名シェフによる食事監修、ロングクルーズでも飽きがない豊富な選択肢
- 中高年層を中心とした落ち着いた客層

ランクはプレミアムで、ラグジュアリーほどではないが格調が高い。ドレスコードは、日中はカジュアルだが夜はスマートカジュアルまたはドレッシー（旧インフォーマル）というスタイルで構成され、フォーマルイブニングもある。
以前に使った船名を後継船に受け継がせたり、他のオペレーターが船名の命名基準がブランドと船名がくっきりと分けるのに対し、全て船名を○○○ダムと統一させていたりするなど、歴史や伝統というものに拘りを持っているのも特徴である。船体も白と濃紺に塗り分け、船内をアンティークや美術品でデコレーションしているなど、古き良き時代の客船を意識している。また、キャビンスチュワードを旧オランダ領のインドネシア系に限定し、オランダとのつながりを忘れることなく洗練した船内サービスの教育を強化している。

## 客船の特徴
2020年現在、6万トン級のRクラスと8万トン級のビスタクラス、シグネチャークラスが在籍するほか、10万トン級ピナクルクラスがある。1週間からそれ以上の日程で巡航するので、長い日程をゆったりと過ごせるようにと乗客数を控えめに抑え、プールにはスライディングルーフをつけ全天候型とし、どの地域でもプールエリアを楽しめるようにと居住性を重視した作りになっている。スタンダード客室の面積が他社と比較して広めであり、他社のブランドではミニスィート以上でしかつかないバスタブが、HALではアウトサイドからつく傾向にある。
ブランドの一貫性を重視しており、どの船も落ち着きのある洗練された内装で統一されている。ダイニングの名称も統一されており、乗客はどの船でも親しみやすく、安心感のある空間を楽しむことができるように配慮されている。
クローズ・ネスト
意訳すると「鴉の寝床」であるが、船の場合には前方の見張り台になる。転じてHALはフォワード・ラウンジの名称として使われている。
エクスプローラー・ラウンジ
低階層に置かれている小規模なラウンジ。ロイヤルダッチティーが行なわれる場所になる。

## 船隊

### 就航中

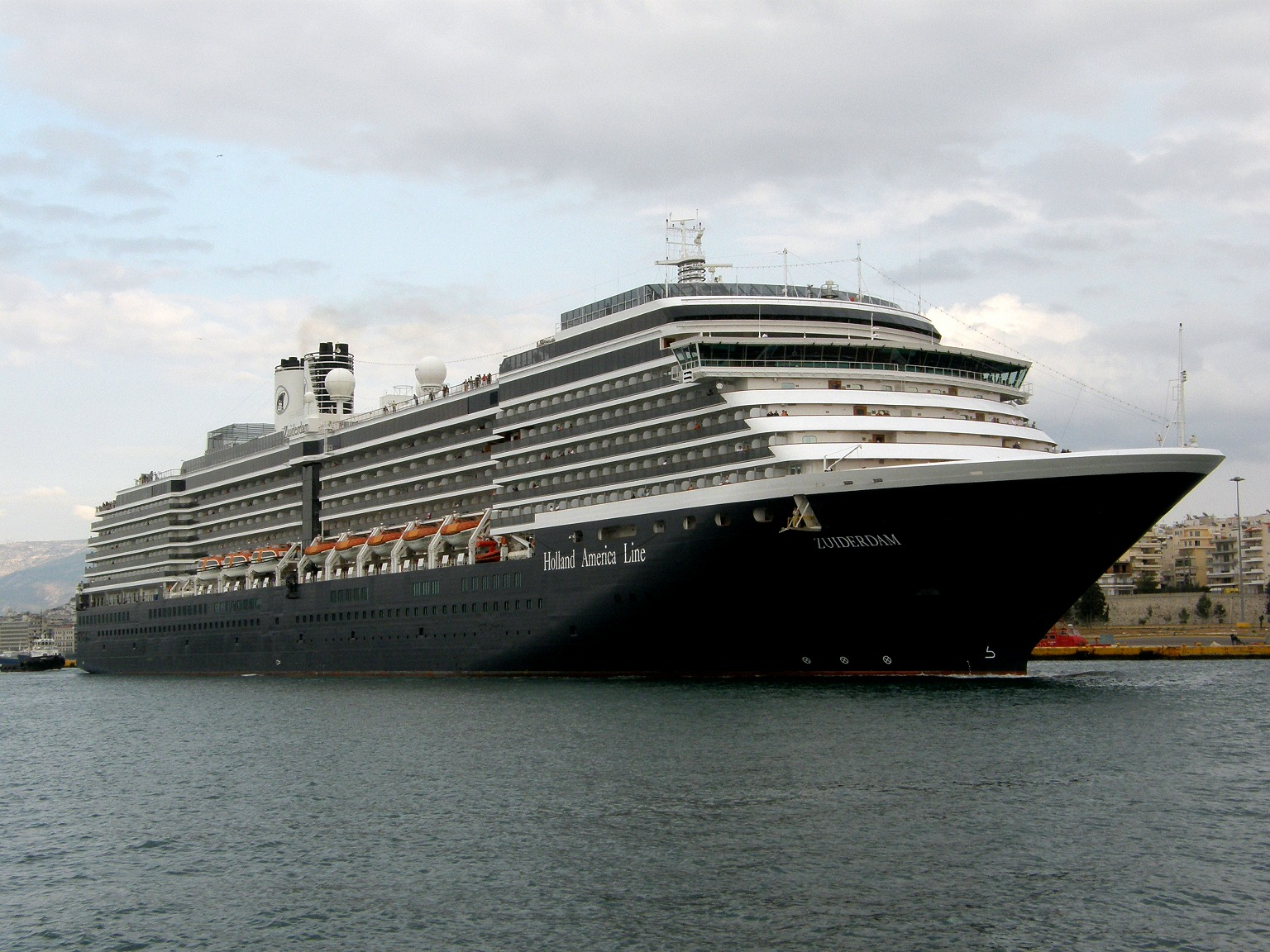
ザイデルダム

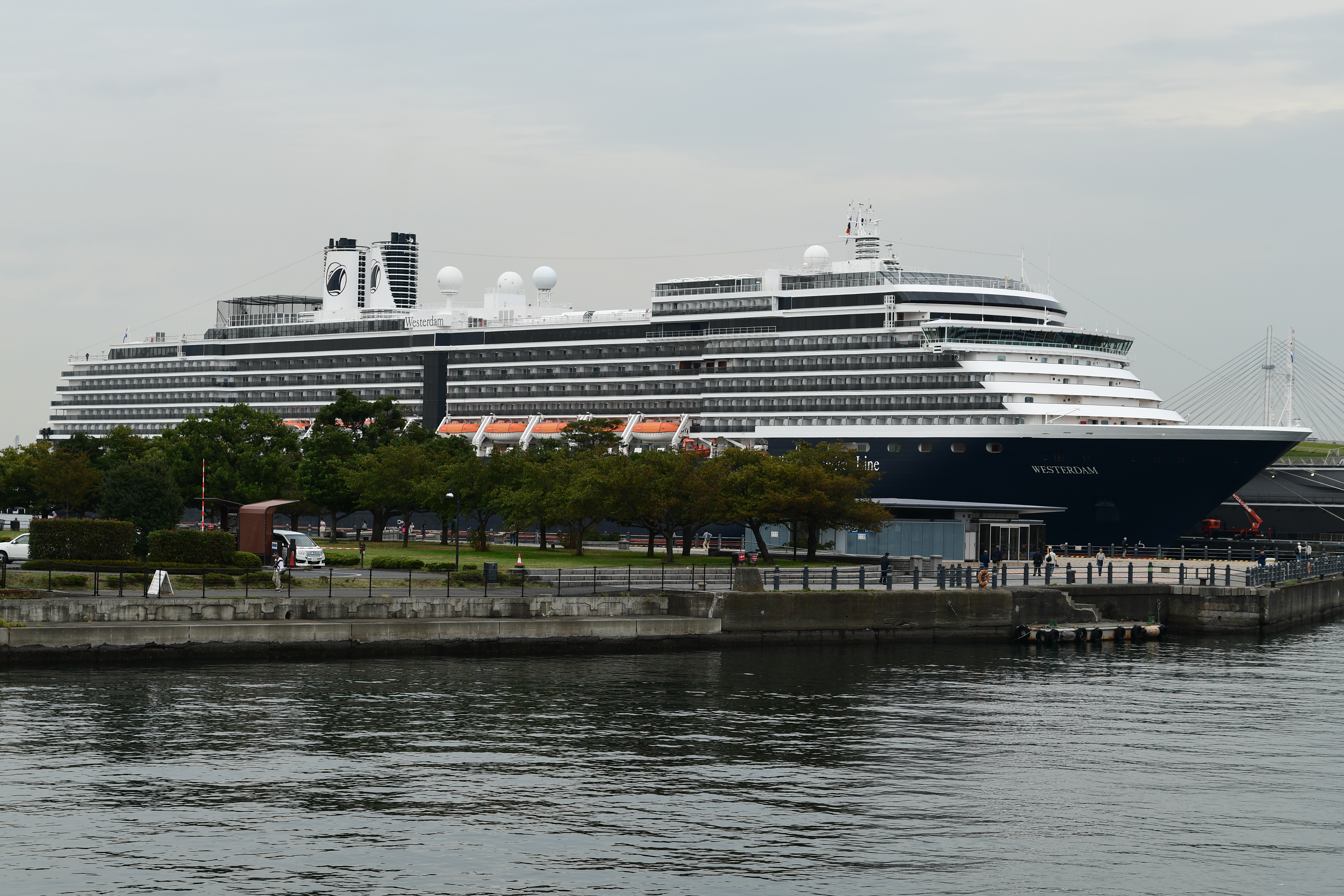
ウエステルダム（2018年）

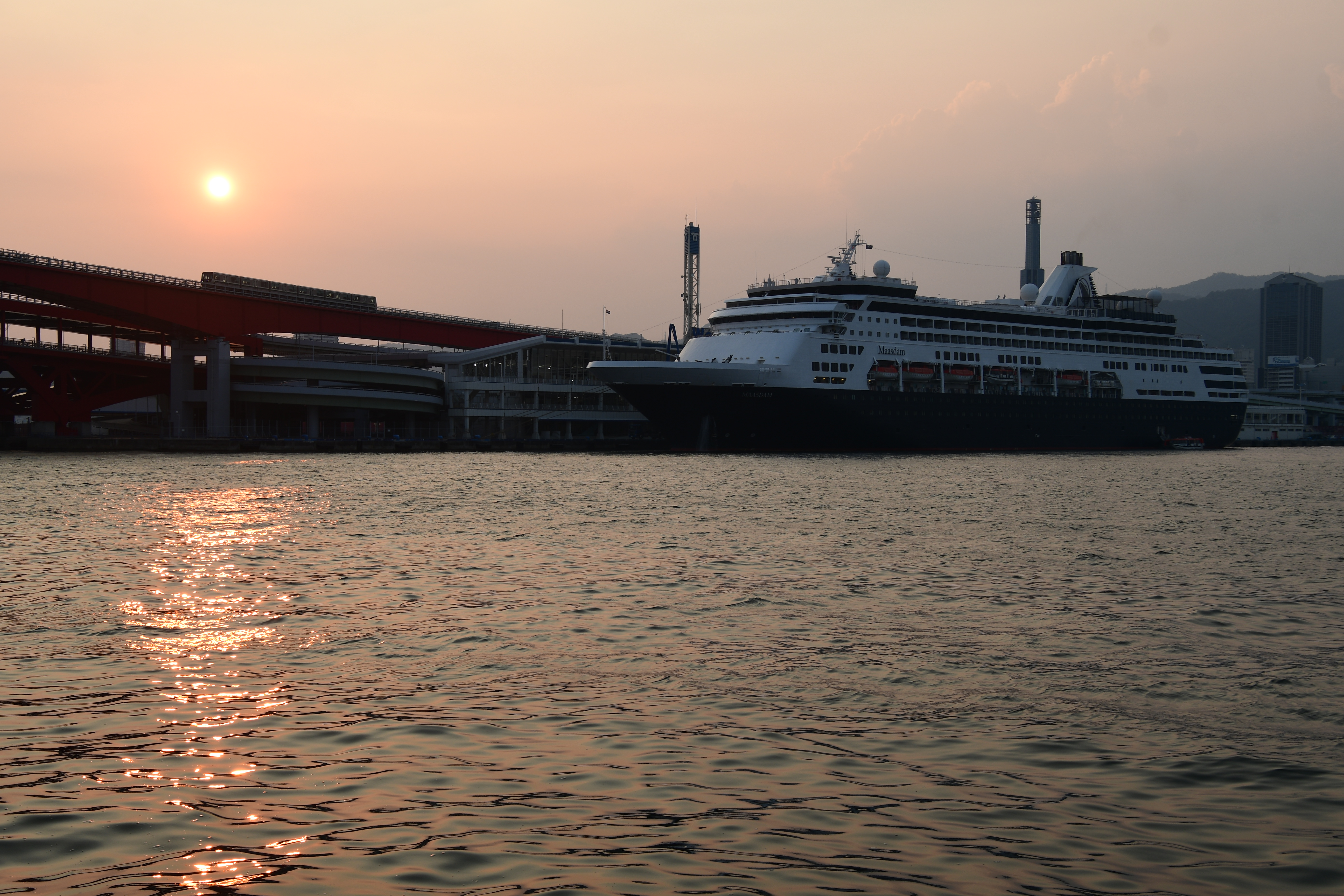
マースダム（2019年）

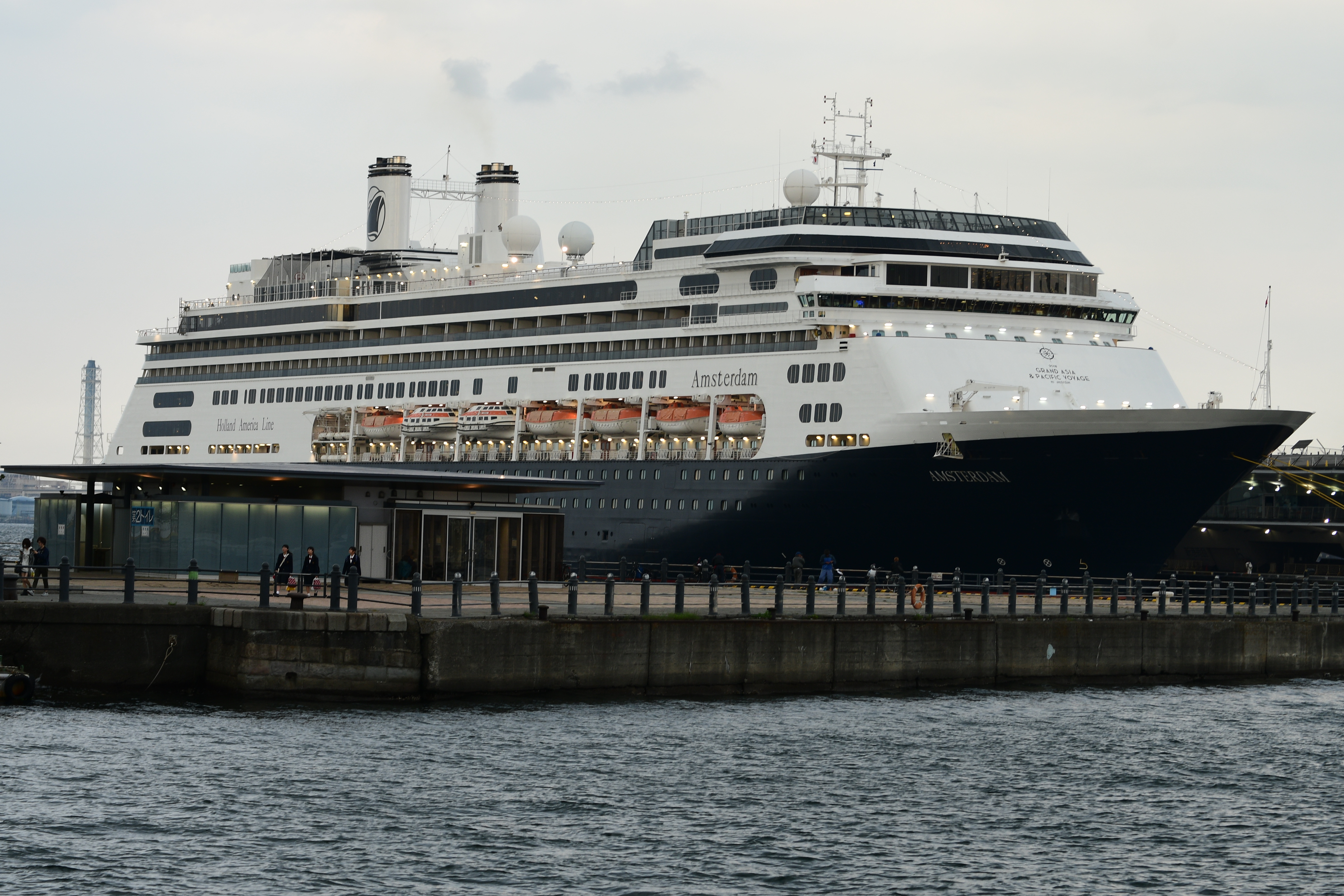
アムステルダム（2018年）

ピナクル・クラス（総トン数 99,500トン)
- ロッテルダム（Rotterdam）
- コーニングスダム(Koningsdam) [8]
- ニュー・スタテンダム（Nieuw Statendam）[9]

シグネチャー・クラス（総トン数 86,273トン）
- ユーロダム（Eurodam）
- ニュー・アムステルダム（Nieuw Amsterdam）

ビスタ・クラス（総トン数 82,305トン）
- ザイデルダム（Zuiderdam）
- オーステルダム（Oosterdam）
- ウエステルダム（Westerdam）
- ノールダム（Noordam）

Rクラス（総トン数 59,652トン）
- フォーレンダム（Volendam）（総トン数 60,906トン）
- ザーンダム（Zaandam）

### 過去の船隊
| 船名                                                 | 在籍期間                    |
| ---------------------------------------------------- | --------------------------- |
| ロッテルダム (初代)（Rotterdam）                     | 1873年-1883年               |
| マース（Maas） マースダム (初代)（Maasdam）          | 1873年-1883年 1883年-1884年 |
| W.A.ショルテン（W.A. Scholten）                      | 1874年-1887年               |
| （P. Caland）                                        | 1874年-1897年               |
| スヒーダム（Schiedam）                               | 1877年-1897年               |
| アムステルダム (初代)（Amsterdam）                   | 1880年-1884年               |
| エダム (初代)（Edam）                                | 1881年-1882年               |
| レールダム (初代)（Leerdam）                         | 1882年-1889年               |
| ザーンダム（Zaandam）                                | 1882年-1897年               |
| エダム (2代)（Edam）                                 | 1883年-1895年               |
| ロッテルダム (2代)（Rotterdam） エダム (3代)（Edam） | 1886年-1895年 1895年-1899年 |
| アムステルダム (2代)（Amsterdam）                    | 1887年-1905年               |
| フェーンダム (初代)（Veendam）                       | 1888年-1898年               |
| オブダム（Obdam）                                    | 1889年-1898年               |
| ウェルケンダム（Werkendam）                          | 1889年-1900年               |
| マースダム (2代)（Maasdam）                          | 1889年-1902年               |
| スパールンダム (初代)（Spaarndam）                   | 1890年-1901年               |
| ディダム（Didam）                                    | 1891年-1895年               |
| デュベルダム（Dubbeldam）                            | 1891年-1895年               |
| ロッテルダム (3代)（Rotterdam）                      | 1897年-1906年               |
| スタテンダム (初代)（Statendam）                     | 1898年-1910年               |
| ポツダム（Potsdam）                                  | 1900年-1915年               |
| ゾーストデイク (初代)（Soestdyk）                    | 1901年-1923年               |
| ラインダム (初代)（Ryndam）                          | 1901年-1929年               |
| アムステルデイク (初代)（Amsteldyk）                 | 1901年-1924年               |
| スローターデイク (初代)（Sloterdyk）                 | 1902年-1924年               |
| ノールダム (初代)（Noordam）                         | 1902年-1928年               |
| ニュー・アムステルダム (初代)（Nieuw Amsterdam）     | 1906年-1932年               |
| ロッテルダム (4代)（Rotterdam）                      | 1908年-1940年               |
| アンデイク (初代)（Andyk）                           | 1909年-1930年               |
| マールテンスデイク（Maartensdyk）                    | 1909年-1923年               |
| ゴルレデイク (初代)（Gorredyk）                      | 1909年-1923年               |
| ゼイルデイク（Zijldyk）                              | 1909年-1928年               |
| ソンメルスデイク (初代)（Sommelsdyk）                | 1909年-1910年               |
| ザーンデイク (初代)（Zaandyk）                       | 1909年-1917年               |
| ソンメルスデイク (2代)（Sommelsdyk）                 | 1912年-1930年               |
| （Zuiderdyk）                                        | 1912年-1922年               |
| （Noorderdyk (I)）                                   | 1913年-1917年               |
| オーステルデイク（Oosterdyk）                        | 1913年-1918年               |
| ウエステルデイク（Westerdyk）                        | 1913年-1933年               |
| フェーンデイク（Veendyk）                            | 1914年-1933年               |
| （Waaldyk）                                          | 1914年-1929年               |
| マースデイク（Maasdyk）                              | 1915年-1922年               |
| （Eemdyk (I)）                                       | 1915年                      |
| （Poeldyk (I)）                                      | 1915年-1928年               |
| （Blommersdyk (I)）                                  | 1916年                      |
| ビューケルスデイク（Beukelsdyk）                     | 1916年-1923年               |
| エイセルデイク（Ijsseldyk）                          | 1916年-1926年               |
| スタテンダム (2代)（Statendam）                      | 1917年                      |
| スヒーデイク (初代)（Schiedyk）                      | 1917年-1926年               |
| ザーンデイク (2代)（Zaandyk）                        | 1918年-1923年               |
| （Noorderdyk (II)）                                  | 1918年-1931年               |
| （Stadsdyk）                                         | 1920年-1932年               |
| （Moerdyk (II)）                                     | 1920年-1933年               |
| （Kinderdyk (I)）                                    | 1920年-1933年               |
| （Eemdyk (II)）                                      | 1920年-1933年               |
| （Vechtdyk）                                         | 1920年-1933年               |
| （Warszawa）                                         | 1920年-1926年               |
| （Burgerdyk）                                        | 1921年-1940年               |
| マースダム (3代)（Maasdam）                          | 1921年-1941年               |
| エダム (4代)（Edam）                                 | 1921年-1954年               |
| レールダム (2代)（Leerdam）                          | 1921年-1953年               |
| （Blijdendyk (I)）                                   | 1921年-1930年               |
| （Binnendyk）                                        | 1921年-1939年               |
| （Dinteldyk (I)）                                    | 1922年-1944年               |
| （Breedyk）                                          | 1922年-1942年               |
| スパールンダム (2代)（Spaarndam）                    | 1922年-1939年               |
| フォーレンダム (初代)（Volendam）                    | 1922年-1952年               |
| ハーステルデイク (初代)（Gaasterdyk）                | 1922年-1931年               |
| （Bilderdyk (I)）                                    | 1922年-1940年               |
| （Beemsterdyk）                                      | 1922年-1941年               |
| （Grootendyk）                                       | 1923年-1931年               |
| （Drechtdyk）                                        | 1923年-1940年               |
| フェーンダム (2代)（Veendam）                        | 1923年-1953年               |
| スタテンダム (3代)（Statendam）                      | 1929年-1940年               |
| （Delftdyk）                                         | 1929年-1952年               |
| （Dongedyk）                                         | 1952年-1966年               |
| （Damsterdyk）                                       | 1930年-1949年               |
| （Dalerdyk）                                         | 1949年-1963年               |
| ニュー・アムステルダム (2代)（Nieuw Amsterdam）      | 1938年-1974年               |
| ノールダム (2代)（Noordam）                          | 1938年-1963年               |
| ザーンダム (初代)（Zaandam）                         | 1939年-1942年               |
| （Westernland）                                      | 1939年-1943年               |
| （Pennland）                                         | 1939年-1941年               |
| ソンメルスデイク (3代)（Sommelsdyk）                 | 1939年-1965年               |
| スローターデイク (2代)（Sloterdyk）                  | 1940年-1966年               |
| ウエステルダム (初代)（Westerdam (I)）               | 1946年-1964年               |
| ザイデルダム (初代)（Zuiderdam）                     | 建造中に大破、建造中止。    |
| （Philip Wouwerman）                                 | 1943年-1946年               |
| （Van der Capelle）                                  | 1943年-1946年               |
| （Fort Orange） （Blijdendyk (II) ）                 | 1944年-1947年 1947年-1957年 |
| （Duyvendyk）                                        | 1946年-1959年               |
| （Andijk）                                           | 1946年-1969年               |
| （Eemdyk (III)）                                     | 1946年-1960年               |
| アムステルデイク (2代)（Amsteldyk）                  | 1946年-1967年               |
| （Arkeldyk）                                         | 1946年-1966年               |
| （Aalsdyk）                                          | 1946年-1960年               |
| （Averdijk）                                         | 1946年-1967年               |
| （Abbedyk）                                          | 1947年-1961年               |
| （Axeldyk）                                          | 1947年-1963年               |
| （Aardyk）                                           | 1947年-1962年               |
| （Arnedyk）                                          | 1947年-1962年               |
| （en:Groote Beer）                                   | 1947年-1963年               |
| （Alblasserdyk）                                     | 1948年-1966年               |
| （Arendsdyk）                                        | 1948年-1961年               |
| ゾーストデイク (2代)（Soestdyk）                     | 1948年-1967年               |
| （Akkrumdyk）                                        | 1948年-1963年               |
| （Almdyk）                                           | 1949年-1960年               |
| スヒーデイク (2代)（Schiedyk）                       | 1949年-1960年               |
| （Aagtedyk）                                         | 1950年-1963年               |
| （Diemerdyk）                                        | 1950年-1968年               |
| ラインダム (2代)（Ryndam）                           | 1951年-1972年               |
| ヴァータマン（Waterman）                             | 1952年-1962年               |
| マースダム (4代)（Maasdam）                          | 1952年-1968年               |
| （Appingedyk）                                       | 1953年-1962年               |
| セブン・シーズ（Seven Seas）                         | 1955年-1966年               |
| （Kinderdyk (II)）                                   | 1956年-1970年               |
| スタテンダム (4代)（Statendam）                      | 1957年-1983年               |
| （Dinteldyk (II)）                                   | 1957年-1970年               |
| クローステルデイク（Kloosterdyk）                    | 1957年-1970年               |
| ケルケデイク（Kerkedyk）                             | 1958年-1970年               |
| カンパーデイク（Kamperdyk）                          | 1959年-1972年               |
| ロッテルダム (5代)（Rotterdam）                      | 1959年-1997年               |
| コーレンデイク（Korendyk）                           | 1960年-1972年               |
| ハーステルデイク (2代)（Gaasterdyk）                 | 1960年-1975年               |
| フェーンダム (3代)（Veendam）                        | 1973年-1984年               |
| プリンセンダム (初代)（Prinsendam）                  | 1973年-1980年               |
| ニュー・アムステルダム (3代)（Nieuw Amsterdam）      | 1983年-2003年               |
| ノールダム (3代)（Noordam）                          | 1984年-2004年               |
| ウェステルダム (2代)（Westerdam）                    | 1988年-2002年               |
| ターミガン（Ptarmigan）                              | 1989年-1997年               |
| スタテンダム (5代)（Statendam）                      | 1993年-2015年               |
| ラインダム (3代)（Ryndam）                           | 1994年-2015年               |
| プリンセンダム (2代)（Prinsendam）                   | 2002年-2019年               |
| マースダム（5代）                                    | 1993年-2020年               |
| フェーンダム（4代）                                  | ?-2020年                    |
| ロッテルダム (6代)（Rotterdam)                       | 1997年-2020年               |
| アムステルダム (3代)（Amsterdam）                    | 2000年-2020年               |